# Плахова, Елена Ильинична
Елена Ильинична Плахова (род. 23 марта 1951, Львов, Украинская ССР, СССР) — советский и российский кинокритик. Лауреат премии Гильдии киноведов и кинокритиков России (1997).

## Биография
В 1980 году окончила киноведческий факультет Всесоюзного государственного института кинематографии (мастерская Е. Смирновой). Работала редактором киностудий «Русь» и «ПРОФИТ». Публиковалась во многих изданиях, в том числе в журналах «Искусство кино», «Сеанс», «Советский экран», «Кино», «Огонёк», «Итоги», в газетах «Коммерсантъ-Daily», «Новая газета».

### Оценки деятельности
Критик Дмитрий Савельев в своей биографической статье в семитомном издании «Новейшая история отечественного кино. 1986—2000» охарактеризовал Елену Плахову как «женщину, не входящую в состав бригады ударников и не принадлежащую к салону утончённых гурманов, эстетическое чувство которых заставляет выискивать и смаковать алмазные зёрна». Он написал: «…выбор предмета порой может показаться неожиданным, однако текст неизменно обосновывает этот выбор как повод для вполне серьёзных размышлений и обобщений. Елена Плахова обладает ценным умением — видеть за деревьями лес, различать в фильме прежде всего тот тип кинематографа, который находит в нём своё, пусть небезупречное, воплощение. А также — способностью выражаться в простоте, но с перцем, да так, чтобы это не выглядело ни вульгарно, ни легковесно».

### Личная жизнь
- Супруг — Андрей Степанович Плахов (род. 1950)

### Общественная позиция
В 2014 году подписала письмо «Мы с вами!» «КиноСоюза» в поддержку Украины.

### Книги
- Плахов А. С., Плахова Е. И. Аки Каурисмяки. Последний романтик. — М.: Новое литературное обозрение, 2006. — 287 с. — ISBN 5-86793-479-9.

### Статьи

#### Новейшая история отечественного кино. 1986—2000
- Плахова Е. И. Берман Борис // Новейшая история отечественного кино. 1986—2000. Часть 1. Кинословарь / Гл. ред. Л. Ю. Аркус. — СПб.: СЕАНС, 2001. — Т. 1. А—И. — С. 135. — 504 с. — ISBN 5-901586-01-8.
- Плахова Е. И. Бланк Борис // Новейшая история отечественного кино. 1986—2000. Часть 1. Кинословарь / Гл. ред. Л. Ю. Аркус. — СПб.: СЕАНС, 2001. — Т. 1. А—И. — С. 138—139. — 504 с. — ISBN 5-901586-01-8.
- Плахова Е. И., Савельев Д. К. Меньшов Владимир // Новейшая история отечественного кино. 1986—2000. Часть 1. Кинословарь / Гл. ред. Л. Ю. Аркус. — СПб.: СЕАНС, 2001. — Т. 2. К—П. — С. 260—261. — 536 с. — ISBN 5-901586-02-6.
- Плахова Е. И. Рогожкин Александр // Новейшая история отечественного кино. 1986—2000. Часть 1. Кинословарь / Гл. ред. Л. Ю. Аркус. — СПб.: СЕАНС, 2001. — Т. 3. Р—Я. — С. 21—22. — 624 с. — ISBN 5-901586-03-4.

#### Журналы
- Плахова Е. В традициях «утраченного времени» // Советский экран. — 1988. — № 17.
- Плахова Е. Петербургские фантазмы // Искусство кино. — 1988. — № 11.
- Плахова Е. Почва и судьба // Искусство кино. — 1989. — № 12.
- Плахова Е. Поминки по детской кровинке // Искусство кино. — 1991. — № 11.
- Плахова Е. Зеркало для не-героя, или Жизнь с пистолетом // Искусство кино. — 1994. — № 1.
- Плахова Е. Бланк как зеркало русской контрреволюции // Искусство кино. — 1994. — № 5.
- Плахова Е. Если б знали вы, как мне дороги // Искусство кино. — 1994. — № 8.
- Плахова Е. Российская формула киноуспеха // Сеанс. — 1994. — № 9.
- Плахова Е. Это наш советский герб // Искусство кино. — 1995. — № 1.
- Плахова Е. Кесьлёвский смеётся // Искусство кино. — 1995. — № 2.
- Плахова Е. Белые ночи Аки Каурисмяки // Искусство кино. — 1995. — № 8.
- Плахова Е. Профессия — репортёр // Огонёк. — 1995. — № 33.
- Плахова Е. Десятые музы // Искусство кино. — 1995. — № 11.
- Плахова Е. Чикаго слезам верит, и всё будет о’кей // Искусство кино. — 1996. — № 2.
- Плахова Е. Магия «волны» // Искусство кино. — 1996. — № 6.
- Плахова Е. Или Цезарь, или ничто // Сеанс. — 1996. — № 12.
- Плахова Е. Такие же страдальцы, как мы // Сеанс. — 1996. — № 12.
- Плахова Е. Женщина // Сеанс. — 1996. — № 13.
- Плахова Е. Братья холода и льда // Искусство кино. — 1997. — № 2.
- Плахова Е. Любим Колю и боимся России // Искусство кино. — 1997. — № 10.
- Плахова Е. Эстеты на грани нервного срыва // Сеанс. — 1998. — № 16.
- Плахова Е. Женщина, которая гуляет сама по себе // Искусство кино. — 1998. — № 6.
- Плахова Е. Дальневосточные изыски // Искусство кино. — 1998. — № 7.
- Плахова Е. Непокорная Клара // Искусство кино. — 1998. — № 11.

#### Газеты
- Плахова Е. Тихий ужас кино // Экран и сцена. — 1990. — 27 декабря.
- Плахова Е. Аскетический синдром // Экран и сцена. — 1991. — 11 апреля.
- Плахова Е. Японский Бон посетил Москву // Коммерсантъ. — 1999. — 10 марта.

## Награды
- 1997 — Премия Гильдии киноведов и кинокритиков России за ряд публикаций[3]